# Яштуга
Яшту́га (рос. Яштуга, марій. Яштуга) — присілок у складі Гірськомарійського району Марій Ел, Росія. Входить до складу Пайгусовського сільського поселення.

## Населення
Населення — 127 осіб (2010; 141 у 2002).
Національний склад (станом на 2002 рік):
- марі — 85 %